# Монастырь святого Петра (Кара-Даг)
Монастырь святого Петра — средневековый греческий православный монастырь во владениях Византии в Крыму, располагавшийся в трех километрах севернее села Курортное, на юго-западном склоне горы Святой горного массива Карадаг, в верховьях ущелья Гяур-Бах. Судя по местоположению, монастырь относился к Сугдейской епархии (после 1156 года — «Сугдейской и Фулльской» Константинопольского Патриархата.
В научный оборот памятник ввёл Пётр Кеппен, отметив в своих путевых записях 1831 года «остатки стены церковной» и монастыря. Название обители удалось установить по одному из актов Константинопольского патриархата. Археологические исследования на памятнике не проводились, существование монастыря предполагается в XIII—XV веке.
Память о монастыре сохранилась в местной топонимике: Гяур-Бах (сад неверных) — овраг, в котором располагался сам монастырь и, видимо, монастырские сады; Гяур-Чешме — «родник неверных», водой которого по водороводу снабжалась обитель.